# Milton Berle

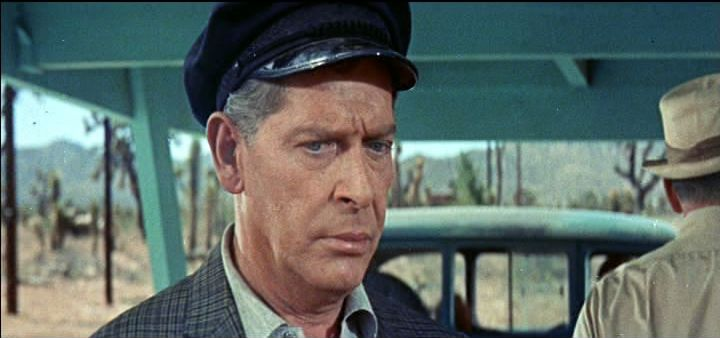
Milton Berle într-o scenă din filmul american O lume nebună, nebună, nebună.

Milton Berle (n. 12 iulie 1908 – d. 27 martie 2002), născut Milton Berlinger, a fost un actor american de film și TV.

## Filmografie
- 1914: The Perils of Pauline
- 1917: Rebecca of Sunnybrook Farm
- 1920: The Mark of Zorro (nemenționat), Birthright
- 1921: Little Lord Fauntleroy (nemenționat)
- 1922: Tess of the Storm Country (nemenționat)
- 1923: Ruth of the Range (nemenționat)
- 1933: Poppin' the Cork
- 1937: New Faces of 1937
- 1938: Radio City Revels
- 1940: Li'l Abner
- 1941: Tall, Dark and Handsome, The Great American Broadcast, Sun Valley Serenade, Rise and Shine
- 1942: A Gentleman at Heart, Whispering Ghosts, Over My Dead Body
- 1943: Margin for Error
- 1949: Always Leave Them Laughing
- 1960: The Bellboy
- 1960: Let's Make Love
- 1963: O lume nebună, nebună, nebună (It's a Mad, Mad, Mad, Mad World)
- 1965: The Loved One
- 1966: The Oscar, Don't Worry, We'll Think of a Title
- 1967: The Happening, Who's Minding the Mint?
- 1968: Silent Treatment, Where Angels Go, Trouble Follows, For Singles Only
- 1969: Can Heironymus Merkin Ever Forget Mercy Humppe and Find True Happiness?, Seven in Darkness
- 1971: Mannix - "Nightshade"
- 1972: Evil Roy Slade
- 1974: Journey Back to Oz (voce)
- 1975: Lepke
- 1976: Won Ton Ton, the Dog Who Saved Hollywood
- 1976: Let's Make a Deal
- 1979: The Muppet Movie
- 1985: Pee-wee's Big Adventure
- 1983: Cracking Up
- 1984: Broadway Danny Rose
- 1988: Side by Side
- 1989: Going Overboard
- 1991: Driving Me Crazy
- 1992: The Fresh Prince of Bel-Air
- 1995: Sister, Sister
- 1995: The Nanny
- 1995: Beverly Hills, 90210
- 1995: Storybook
- 1995: Roseanne
- 1999: Mickey's Once Upon a Christmas
- 2000: Two Heads Are Better Than None